# Отель «Цветок страсти»
«Отель „Цветок страсти“» (нем. Leidenschaftliche Blümchen) — немецкий эротический фильм 1978 года, снятый по роману британского писателя Роджера Лонгрига. В главной роли — Настасья Кински.

## Сюжет
Летом 1956 года в швейцарскую школу-пансион для девушек приезжает юная американка Дебора Коллинс (Кински). В поезде она знакомится с Фредериком, учеником частной школы для юношей. Дебора становится лидером в группе из пяти учениц, которые больше интересуются противоположным полом, чем учёбой.
Они договорились соблазнить юношей из соседней школы и потерять с ними девственность. Однако молодые люди застенчивы и не делают первый шаг, поэтому девушки решили притвориться проститутками, чтобы тем было легче. Дебора после проведённой ночи с Фредериком покидает школу.

## В ролях
- Настасья Кински — Дебора
- Джерри Сандквист — Фредерик
- Шон Чапман — Родни
- Марион Крахт — Джейн
- Вероника Дельбур — Мари-Луиза
- Каролин Орнер — Габи
- Гэбриэль Блум — Корделия
- Фабиана Уденио — Джина
- Курт Рааб — Флетчер

## Производство

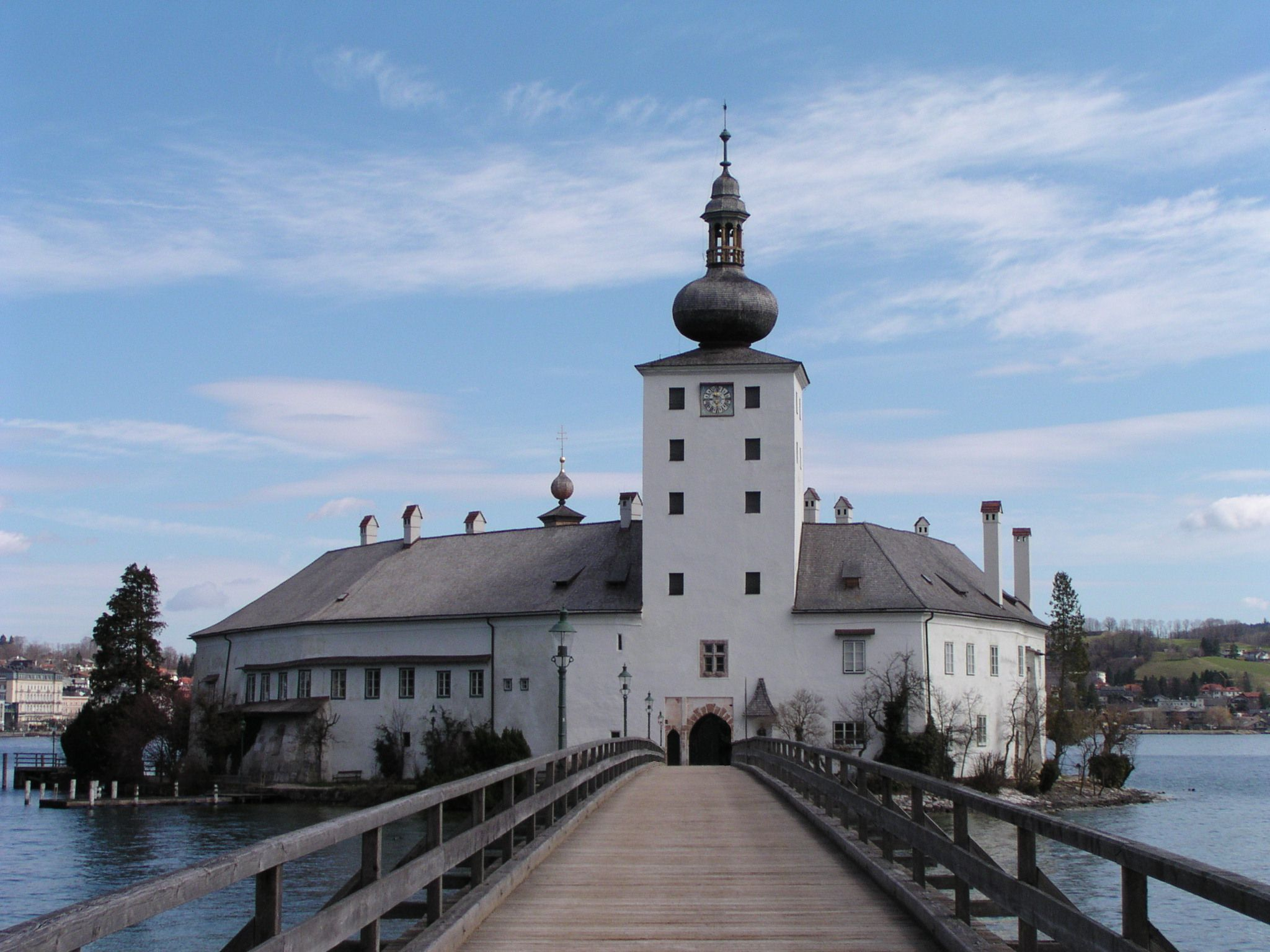
Замок Орт — место съёмок

Съёмки проходили в замке Орт в австрийском Гмундене на озере Траунзе в период с 17 августа по 8 октября 1977 года.
Оператор Ричард Судзуки ранее работал над французским эротическим фильмом «Эммануэль» (1974).
Премьера в ФРГ состоялась 2 марта 1978 года в Берлине.
Настасья Кински, получившая известность в Германии после «Аттестата зрелости» Вольфганга Петерсена, сыграла здесь свою первую главную роль.

## Оценки
Профессор киноведения Саутгемптонского университета Тим Бергфельдер относит фильм к порноэротике.
Кински позднее говорила, что фильм ей очень не нравится и будь у неё деньги, она бы выкупила его и уничтожила.